# مايكل بليكيمولين
مايكل بليكيمولين (بالهولندية: Michael Bleekemolen)‏ مواليد 2 أكتوبر 1949 في أمستردام، هو سائق فورملا 1 هولندي بدأ مسيرته الاحترافية سنة 1977. كان أول سباق له هو جائزة هولندا الكبرى 1977. خاض خلال مسيرته 5 سباقات.

## روابط خارجية
- مايكل بليكيمولين على موقع Racing-Reference.info (الإنجليزية)
- مايكل بليكيمولين على موقع DriverDB.com (الإنجليزية)